# Hvid dværg
En hvid dværg er en stjernerest bestående primært af elektrondegenereret stof. Hvide dværge er meget kompakte; deres masse kan sammenlignes med solens, og volumen med jordens. En hvid dværgs svage lysstyrke kommer af udslip af oplagret termisk energi. Den nærmeste kendte hvide dværg er Sirius B, som ligger 8,6 lysår fra jorden og er den mindste bestanddel af dobbeltstjernesystemet Sirius. Det antages at der findes otte hvide dværge blandt de hundrede stjernesystemerne nærmest solen. Hvide dværges usædvanlige lyssvaghed blev anerkendt i 1910. Begrebet hvid dværg blev skabt af Willem Luyten i 1922.
Hvide dværge anses for at være den sidste fase i stjerners udvikling (inklusive solen) hvis masse ikke er tilstrækkelig høj til at blive en neutronstjerne – svarende til 97 % af stjernerne i Mælkevejen. Efter at en hovedseriestjerne med lille eller medium masse er færdig med sin periode af fusionering af brint, vil stjernen ekspandere til en rød kæmpe samtidig med at den fusionerer helium til karbon og ilt i kernen gennem trippel-alfa-proces. Hvis en rød kæmpe har for lidt masse til at genere kernetemperaturen som kræves for at fusionere karbon, rundt 1 milliard K, vil det bygge en inert masse af karbon og ilt op i centrum. Efter at de ydre lag er blevet tabt og der er blevet en planetarisk tåge, vil kun kernen forblive. Denne vil danne en hvid dværg. Derfor består hvide dværge sædvanligvis af karbon og ilt. Hvis massen til ophavet ligger mellem 8 og 10,5 M☉, vil kernetemperaturen være tilstrækkelig til at fusionere karbon, men ikke neon, hvorpå der kan dannes en hvid dværg af ilt, neon og magnesium. Stjerner med meget lav masse vil ikke være i stand til at fusionere helium; deraf kan hvide dværge af helium dannes af massetap i dobbeltstjernesystemer.
Materialet i hvide dværge gennemgår ikke længere fusionsreaktioner, og stjernen har dermed ingen energikilde. Som et resultat af dette vil hede som blev genereret gennem fusioner, ikke modvirke et gravitationskollaps. Kollapset forhindres kun af elektrondegenerationstrykket, men det er ikke tilstrækkeligt til at forhindre at den bliver ekstremt kompakt. Fysikken til degenerering har en maksimal masse for en ikkeroterende dværg: Chandrasekhar-grænsen – omtrent 1,44 gange M☉. Forbi dette punkt kan den ikke længere opretholdes af elektrondegenerationstrykket. En hvid dværg af karbon og ilt som nærmere sig denne massegrænse, kan eksplodere som en type Ia-supernova via en proces kendt som karbondetonation.